# كتاب المساكين
كتاب المساكين،  هو كتاب نثري لمصطفى صادق الرافعي، قدّمه بمقدمة بليغة في معنى الفقر، والإحسان، والتعاطف الإنساني، وهو فصول شتى، ليس له وحدة تربطها سوى أنها صور من الآلام الإنسانية الكثيرة الألوان المتعددة الظلال.
وقد أسند الكلام فيه إلى الشيخ علي الذي يصفه الرافعي بأنه: «الجبل الباذخ الأشم في هذه الإنسانية التي يتخبطها الفقر بأذاه»،
يقول الرافعى: «هذا كتاب المساكين، فمن لم يكن مسكينًا لا يقرؤه، (لأنه لا يفهمه)، ومن كان مسكينًا فحسبى به قارئًا والسلام.» 
وقد لقي هذا الكتاب احتفالاً كبيراً من أهل الأدب حتى قال عنه أحمد زكي باشا: «لقد جعلت لنا شكسبير كما للإنجليز شكسبير وهيجو كما للفرنسيين هيجو وغوته كما للألمان غوته».